# سونبادرا
سونبادرا رمزها «SO» (بالإنجليزية: Sonbhadra)‏ ، هو تقسيم إداري لدولة الهند تتبع ولاية أتر برديش (بالإنجليزية: Uttar  Pradesh)‏ ، مركزها هو مدينة روبرتسجانج (بالإنجليزية: Robertsganj)‏ عدد سكانها حسب تعداد سنة 2001 هو 1,463,468 ، مساحتها 6,788 كم² وكثافة السكان 216 لكل كم² .